# Echinocereus gurneyi
Echinocereus gurneyi es una especie de planta suculenta perteneciente al género Echinocereus, dentro de la familia Cactaceae. Es endémica del oeste de Texas (Estados Unidos).

## Descripción
Echinocereus gurneyi es una especie de cactus que normalmente se ramifica y forma grupos de hasta 20 brotes y unos 50 cm de diámetro. Los tallos individuales presentan forma ovoide a cilíndrica, crecen de forma vertical y miden entre 20 y 50 cm de altura, con diámetros de hasta 15 cm. La epidermis varía del verde al verde oscuro, y las raíces son fibrosas y ramificadas.
La planta tiene entre 9 y 11 costillas ligeramente tuberculadas, con anchos de 1 a 3 cm y alturas de hasta 1 cm. Sobre ellas se disponen areolas ovales de 4 a 6 mm de longitud, separadas entre sí por distancias de 1,5 a 2 cm. Cada areola puede presentar de 1 a 3 espinas centrales, de 1 a 3 cm de largo, rectas y dispuestas de forma sobresaliente, ya sea una sobre otra o extendidas. Estas espinas son rectas y varían en color de marrón a marrón oscuro. También hay de 7 a 10 espinas radiales por areola, de 1 a 2 cm de largo, rectas, rígidas y de color marrón grisáceo, que se disponen de manera adyacente o extendida.

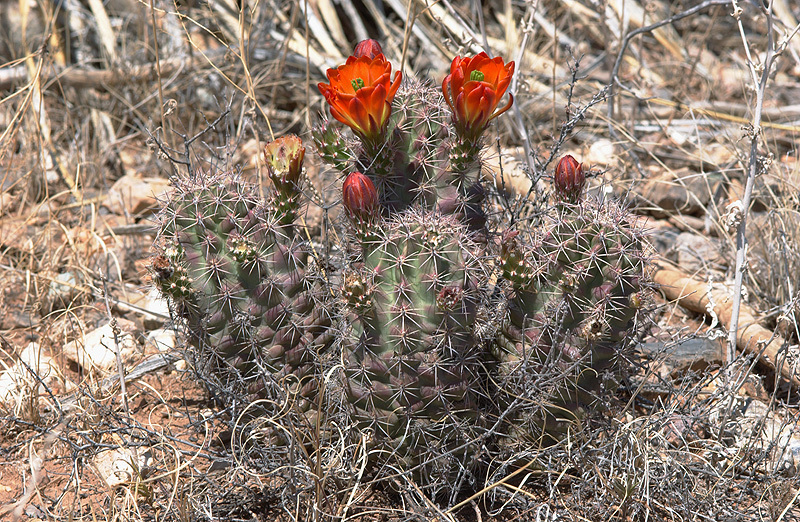
Planta en floración

Las flores tienen forma de embudo corto y muestran colores que van del naranja al rojo, con la garganta de tonalidad amarillenta. Miden entre 4 y 10 cm de largo y de 4 a 8 cm de diámetro. La yema floral es redonda, espinosa y de color rojo. Las flores surgen por debajo del ápice de los tallos y permanecen abiertas tanto de día como de noche. La floración ocurre en primavera, y los frutos maduran entre 2 y 3 meses después.
El tubo floral mide entre 2 y 3 cm de largo, es de color verde oscuro y presenta la parte superior marrón. El ovario alcanza hasta 3 cm de largo, tiene color verde oscuro y está cubierto por areolas con 5 a 8 espinas blancas de punta oscura, de 1 a 2 cm de longitud. Los pétalos miden entre 2,5 y 4 cm de largo y entre 0,6 y 1,5 cm de ancho. La cámara de néctar tiene dimensiones de 4 a 8 mm. Los estambres presentan filamentos de 2 a 3 cm, con la base de color amarillento a verdoso y el extremo superior púrpura. Las anteras son rosadas y el polen, amarillo. El estilo es amarillento, mide de 3 a 4 cm de largo, y el estigma tiene de 8 a 10 lóbulos de 4 a 6 mm, de color verde.

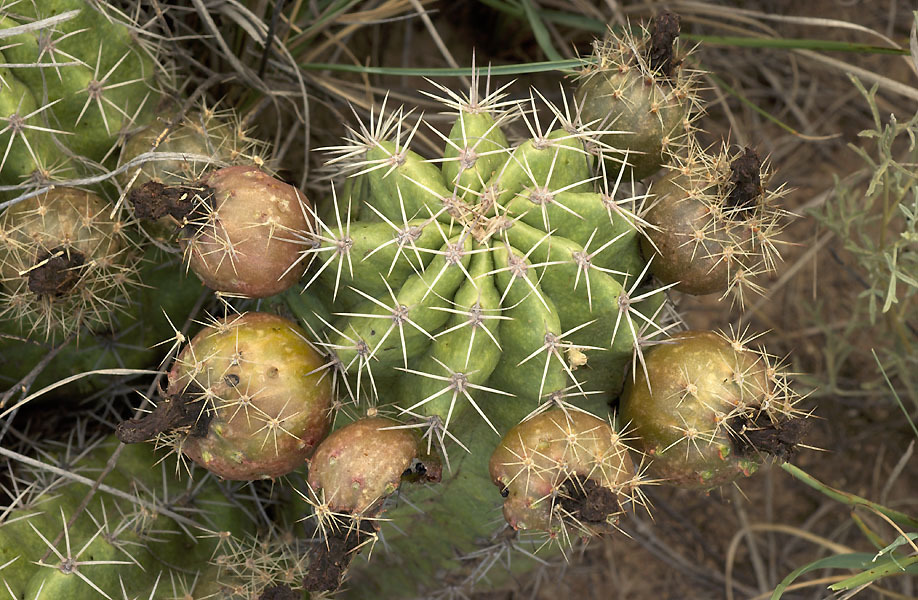
Detalle de los frutos

Los frutos son esféricos u ovalados y alcanzan entre 2 y 3,5 cm de longitud. Su coloración varía del amarillento al rosado, y adquieren un tono marrón al madurar. La pulpa es blanca y los frutos no se abren al alcanzar la madurez. En su interior contienen semillas negras de entre 1,4 y 1,6 mm. Estas semillas tienen una testa perforada recubierta de verrugas. Es una especie tetraploide, con un número cromosómico de 4n = 44.

## Distribución y hábitat
El área de distribución nativa de esta especie es el oeste de Texas (Estados Unidos), concretamente en la cuenca de Marathon, en el Condado de Brewster. Habita principalmente en biomas desérticos o de matorrales secos, a altitudes que oscilan entre los 1150 y los 1250 metros sobre el nivel del mar.
Crece sobre suelos minerales y volcánicos junto a otras especicies de Echinocereus como: E. chloranthus, E. coccineus subsp. transpecosensis, E. dasyacanthus, E. enneacanthus , E. neocapillus, E. stramineus y E. viridiflorus subsp. correllii.

## Taxonomía
La primera descripción de esta especie fue como Echinocereus triglochidiatus var. gurneyi, publicada en 1969 por el botánico estadounidense Lyman David Benson en la revista científica Cactus and Succulent Journal 41: 126.
Más tarde, los botánicos Wolfgang Blum, Traute Oldach y Jörn Oldach la elevaron a la categoría de especie, por lo que pasó a llamarse Echinocereus gurneyi. Registraron estos cambios en la revista científica Cactus-Aventures International 105: 33 en 2014.
Etimología
- Echinocereus: nombre genérico formado a partir de las palabras latinas ĕchīnus (que significa ‘erizo’) y cereus (que se traduce como 'vela' o 'cirio'), en alusión a los tallos cortos, columnares y espinosos que presentan las especies de este género.[6]
- gurneyi: epíteto específico otorgado en honor a Burt Gurney.[2]

## Estado de conservación
No existen datos oficiales sobre el estado de conservación de Echinocereus gurneyi, ya que no figura en listas como la de la UICN (Unión Internacional para la Conservación de la Naturaleza). Sin embargo, observaciones de campo indican que numerosas poblaciones presentan síntomas de enfermedades fúngicas. Además, muchas plantas muestran daños causados por las heladas. Estas condiciones podrían afectar negativamente la viabilidad de las poblaciones silvestres, especialmente en su área de distribución limitada en el Marathon Basin, en Texas.

## Usos

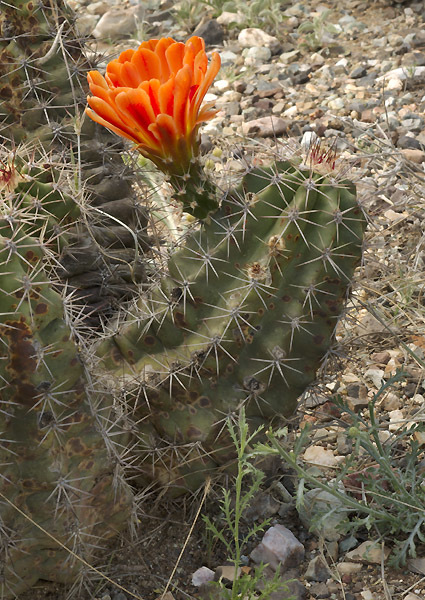
Detalle de la flor

Echinocereus gurneyi se cultiva principalmente como planta ornamental debido a su facilidad de cultivo y su atractivo aspecto. Es adecuada para el cultivo en maceta y también para jardines de rocas, donde forma grupos que contrastan con otras especies como agaves, yucas o plantas de porte bajo.
Crece bien en suelos minerales, porosos y con bajo contenido en materia orgánica. Se adapta mejor a sustratos ligeramente ácidos con buen drenaje, y puede beneficiarse de un aporte adicional de calcio. Aunque su crecimiento es lento, mejora con riegos moderados, temperaturas cálidas y fertilización ligera durante la temporada activa. Requiere más humedad que otros cactus desérticos, pero el exceso de agua puede provocar pudrición.
Prefiere una exposición soleada, con al menos 4 a 6 horas de luz solar directa al día. Tolera heladas leves si el sustrato permanece seco, aunque se recomienda protegerla de temperaturas por debajo de 5 °C en invierno. Durante esta estación conviene mantenerla en un lugar fresco, seco y bien iluminado, limitando el riego para favorecer el reposo vegetativo.
La planta necesita macetas grandes y poco profundas con buen drenaje, y conviene trasplantarla cada dos años. Puede propagarse por semillas o esquejes, ya que forma brotes en la base con facilidad. Aunque es moderadamente resistente a enfermedades, un exceso de humedad puede favorecer infecciones fúngicas.